# Hiboka geayi
Hiboka geayi là một loài nhện trong họ Idiopidae.
Loài này thuộc chi Hiboka. Hiboka geayi được Jean-Louis Fage miêu tả năm 1922.